# Monochamus mediomaculatus
Monochamus mediomaculatus är en skalbaggsart som beskrevs av Stephan von Breuning 1935. Monochamus mediomaculatus ingår i släktet Monochamus och familjen långhorningar.
Artens utbredningsområde är Myanmar. Inga underarter finns listade i Catalogue of Life.